# Mars 2MV-3 No.1
Mars 2MV-3 No.1 còn được gọi là Sputnik 24 ở phương Tây, là một phi thuyền của Liên Xô, được phóng vào năm 1962 như một phần của chương trình sao Hỏa, và được dự định hạ cánh trên bề mặt sao Hỏa. Do một vấn đề với tên lửa phóng nó, nó đã không rời khỏi quỹ đạo Trái Đất thấp, và nó bị hư hại vài ngày sau đó. Đó là tàu vũ trụ Mars 2MV-3 duy nhất được phóng lên.

## Phóng lên
Tàu vũ trụ Mars 2MV-3 No.1 được phóng vào lúc 15:35:15 UTC ngày 4 tháng 11 năm 1962, trên đỉnh một tên lửa mang tên Molniya 8K78 bay từ vị trí 1/5 tại sân bay vũ trụ Baikonur. Khoảng 260 giây kể từ khi bắt đầu chuyến bay, hệ thống điều áp oxy hóa bị trục trặc, dẫn đến việc hình thành các túi chân không trong các đường dây cấp liệu và tua bin. Cùng một vấn đề được phát triển trong các ống truyền nhiên liệu ba mươi hai giây sau đó. Mặc dù các giai đoạn thấp hơn của tên lửa vẫn có thể đặt tầng trên và tải trọng vào quỹ đạo Trái Đất thấp, các rung động gây ra bởi vấn đề túi chân không, hoặc một vấn đề riêng biệt với giai đoạn tiếp theo, khiến cầu chì bị vướng vào hệ thống điện kiểm soát động cơ trên sân khấu. Điều này ngăn chặn giai đoạn trên của Blok L khởi động, và đã giữ phi thuyền trong quỹ đạo chờ vòng quanh Trái Đất của nó. Nó phân rã từ quỹ đạo vào ngày hôm sau. Tuy nhiên, một số mảnh vụn vẫn còn trong quỹ đạo cho đến ngày 27 tháng 12, và nền tảng động cơ ullage giai đoạn trên vẫn ở trong quỹ đạo cho đến ngày 19 tháng 1 năm 1963.